# Arthur Aguiar
Arthur Queiroga Bandeira de Aguiar (Rio de Janeiro, 3 marzo 1989) è un attore e cantautore brasiliano.
È noto a livello nazionale come dei protagonisti della telenovela Rebelde, trasmessa da Rede Record nel 2011 e 2012.

## Biografia
Ha esordito con un ruolo marginale nella telenovela Cama de Gato, transmessa da TV Globo nel 2009.
Aguiar è entrato poi nella soap opera  Malhação (2009), quindi è apparso in Bicicleta e Melancia (2010), e nello speciale di fine anno A Tragédia da Rua das Flores (2012).
Tra il 2011 e il 2012 si è imposto a livello internazionale come uno dei sei protagonisti della telenovela Rebelde facendo dunque parte del gruppo RebeldeS; ha fatto poi spettacoli per tutto il Brasile con gli altri cinque protagonisti della trama.
Nel 2013, l'artista ha recitato nella telenovela Dona Xepa, al fianco di Pérola Faria, Thaís Fersoza e Ângela Leal.
Nel 2014 è rientrato nella soap opera Malhação, interpretando un nuovo personaggio.

## Filmografia

### Televisione
- Cama de gato – serie TV, 2 episodi (2009)
- Rebelde – serial TV, 6 episodi (2011-2012)
- Dona Xepa – serial TV, 80 episodi (2013)
- Em família – serial TV, 1 episodio (2014)
- Malhação – serial TV, 290 episodi (2008-2018)
- Êta mundo bom! – serial TV, 151 episodi (2016)
- Big Brother Brasil 22 (2022)

### Film
- High School Musical: O Desafio, regia di César Rodrigues (2009)
- Ponto Final, regia di Marcelo Taranto (2011)
- Cattivissimo me 2 (Despicable Me 2), regia di Pierre Coffin (2013)

## Discografia
- O Que Te Faz Bem (2016)

## Premi e nomination
| Anno | Premio                     | Categoria             | Lavoro    | Risultato |
| ---- | -------------------------- | --------------------- | --------- | --------- |
| 2011 | Capricho Awards            | Melhor Ator Nacional  | Rebelde   | Vincitore |
| 2011 | Melhores do Ano do PopTevê | Ator Revelação        | Rebelde   | Vincitore |
| 2012 | Prêmio Extra de TV         | Ídolo Teen            | Rebelde   | Nominato  |
| 2013 | Troféu Imprensa            | Melhor Ator           | Rebelde   | Nominato  |
| 2013 | Troféu Internet            | Melhor Ator           | Rebelde   | Nominato  |
| 2014 | Shorty Awards              | Singer                | Se stesso | Nominato  |
| 2014 | Shorty Awards              | Music                 | Se stesso | Nominato  |
| 2014 | Shorty Awards              | Brazil                | Se stesso | Nominato  |
| 2014 | Shorty Awards              | Celebrity             | Se stesso | Nominato  |
| 2014 | Shorty Awards              | Best Twitter          | Se stesso | Nominato  |
| 2014 | Prêmio Contigo! de TV      | Melhor Ator de Novela | Dona Xepa | Nominato  |
| 2014 | Capricho Awards            | Melhor Ator Nacional  | Malhação  | Nominato  |
| 2015 | Troféu Imprensa            | Melhor Ator de Novela | Malhação  | Nominato  |
| 2015 | Troféu Internet            | Melhor Ator de Novela | Malhação  | Nominato  |